# Aventurile lui Ford Fairlane
Aventurile lui Ford Fairlane (titlu originar în engleză The Adventures of Ford Fairlane) este un film de comedie american din 1990, regizat de Renny Harlin.

## Rezumat
Anchetatorul privat Ford Fairlane este văzut stând pe o plajă și fumând cu mare melancolie în deschiderea filmului. Se inițiază un flashback, care arată o mulțime înflăcărată la un concert la Red Rocks Amphitheatre de lângă Morrison⁠(d), Colorado, susținut de formația populară fictivă de heavy metal, „The Black Plague”. Solistul Bobby Black își face o intrare excentrică pe scenă pe o tiroliană de la Creation Rock și începe să cânte. La scurt timp după unul dintre cântecele trupei, Bobby Black începe să se înece și se prăbușește mort pe scenă.
Mai târziu, șocantul Johnny Crunch, un vechi prieten care a venit în vest cu Fairlane pentru a deveni star rock, îl angajează pe Fairlane să dea de urma unei adolescente misterioase, Zuzu Petals, care ar putea avea o legătură cu moartea misterioasă a lui Black.
La scurt timp după angajarea lui Fairlane, Crunch este electrocutat în direct. „Cel mai șmecher detectiv din lume” se trezește curând făcând schimb de insulte cu un grup care include nemilosul director de case de discuri Julian Grendel, fostul star de discotecă devenit polițist fără poliție lt. Amos, nemilosul asasin Smiley și nenumărate foste iubite care îi vor sângele. Fairlane este ajutat și sprijinit de asistentul loial Jazz și de un producător de discuri la modă, care se află în fruntea unei garnituri bizare de suspecți, victime, femei frumoase și un koala, în timp ce el se trezește implicat în cazul vieții sale.
MacGuffin-ul filmului constă în trei CD-uri de date care, atunci când sunt citite simultan, prezintă în detaliu afacerile ilegale ale lui Julian Grendel, care profită din plin de pe urma contrabandei cu muzica casei sale de discuri. 
Două dintre bunurile dragi ale lui Fairlane, casa și mașina sa, sunt făcute bucăți de Grendel, iar el își sacrifică prețioasa chitară (un model personalizat pentru proprietarul original, Jimi Hendrix) într-o luptă cu Smiley.
Primul disc este descoperit împreună cu Colleen Sutton (care îl angajase și pe Fairlane să găsească Petals după moartea lui Crunch), al doilea cu Zuzu Petals, iar al treilea este ascuns sub steaua lui Art Mooney de pe Hollywood Walk of Fame.
Mai târziu se dezvăluie că Grendel i-a ucis de fapt pe Bobby Black și pe Johnny Crunch pentru că au cerut mai mulți bani pentru implicarea lor în pirateria CD-urilor lui Grendel.
Fairlane îl ucide pe Grendel dându-i foc cu un milkshake⁠(d) alcoolic inflamabil și o țigară aprinsă. Jazz îl părăsește în cele din urmă pe Fairlane, considerând că acesta nu este bun pentru ea și că nu îi va întoarce niciodată sentimentele pe care ea le are pentru el.
Smiley apare pe neașteptate cu intenția de a-l termina pe Fairlane și dezvăluie că l-a ucis pe tatăl tânărului său vecin, „The Kid”. Fairlane îi distrage atenția lui Smiley, apoi îl ucide cu un pistol de mânecă⁠(d).
În cele din urmă, Fairlane și Jazz se împacă, în timp ce Kid decide să se alăture agenției lor de detectivi. Fairlane câștigă un concurs radio de un milion de dolari și își cumpără un iaht. Navighează împreună cu Jazz, Kid și koala (care poartă un guler ortopedic), devenind astfel o familie mare și fericită.

## Distribuție
- Andrew Dice Clay - Ford Fairlane
- Wayne Newton - Julian Grendel
- Priscilla Presley - Colleen Sutton
- Lauren Holly - Jazz
- Brandon Call - copilul
- Maddie Corman - Zuzu Petals
- David Patrick Kelly - Sam, The Sleaze Bag
- Morris Day - Don Cleveland
- Robert Englund - Smiley
- Ed O'Neill - locotenentul Amos
- Gilbert Gottfried - Johnny Crunch
- Vince Neil - Bobby Black
- William Shockley și M. Russell Zulke - pistolarii punk
- Steve White - detectivul Benny
- Kari Wuhrer - Melodi
- Sheila E. - cântăreață de club
- Lala - fată de sororitate
- Delia Sheppard - Josie
- Diana Barrows - fată de sororitate
- Tone-Loc - Slam
- Kurt Loder - el însuși

## Producție
Potrivit scenaristului Daniel Waters, filmul a fost programat pentru lansare în mai 1990 pentru a fi comparat cu Cadillac Man și Bird on a Wire, dar Fox l-a amânat pentru luna iulie „pentru a face cunoscut Dice”, ceea ce el a citat ca fiind o greșeală.

## Recepție
Site-ul agregator de recenzii Rotten Tomatoes raportează un grad de aprobare de 25% pe baza a 32 de recenzii, cu un rating mediu de 4,3/10. Metacritic, care folosește o medie ponderată, a atribuit filmului un scor mediu de 24 din 100, pe baza a 13 recenzii, indicând recenzii „în general nefavorabile”.
Filmul nu a fost un succes financiar în timpul lansării sale inițiale în cinematografe, câștigând puțin peste 21 de milioane de dolari în SUA. Potrivit lui Clay, „Mi-au retras filmul... într-o săptămână... Am fost un paratrăsnet pentru tot ceea ce era politic corect”.

## Piese
Albumul cu coloana sonoră a fost lansat de Elektra Records pe 12 iunie 1990, conținând cântece de Billy Idol, Mötley Crüe, Queensrÿche și Richie Sambora.
O serie de muzicieni prezentați pe coloana sonoră au apărut și în film, inclusiv Morris Day, Sheila E., și Tone Loc (ca Slam the Rapper). Membrii trupei fictive Black Plague sunt interpretați de muzicieni profesioniști: Solistul Mötley Crüe Vince Neil, basistul Phil Soussan și toboșarul Randy Castillo, Ozzy Osbourne și chitaristul Carlos Cavazo, Quiet Riot. Contribuția lui Richie Sambora la coloana sonoră a fost un cover al piesei lui Jimi Hendrix „The Wind Cries Mary”. Piesa „Unbelievable” a lui Yello preia dialoguri din film, deși un număr de telefon dat ca „1-800-Perfect” este schimbat în „1-800-Unbelievable”. Yello este, de asemenea, creditat cu filmul music score, și o tăietură timpurie a albumului lor "Baby" este folosit ca coloana sonoră incidentală a filmului.  Nu apare pe coloana sonoră „Booty Time”, cântecul pe care personajul lui Ed O'Neill îl interpretează în timpul filmului.
Barry McIlheney de la revista "Q" a criticat colecția și a evidențiat doar contribuția lui Billy Idol, acordând în același timp lansării generale 2 din 5 stele.
| Nr.             | Titlu                 | Artist(s)                          | Lungime |  |
| 1.              | „Cradle of Love”      | Billy Idol                         | 4:40    |  |
| 2.              | „Sea Cruise”          | Dion                               | 3:02    |  |
| 3.              | „Funky Attitude”      | Sheila E.                          | 4:36    |  |
| 4.              | „Glad to Be Alive”    | Lisa Fischer and Teddy Pendergrass | 4:58    |  |
| 5.              | „Can't Get Enough”    | Tone Loc                           | 4:09    |  |
| 6.              | „Rock 'n Roll Junkie” | Mötley Crüe                        | 4:02    |  |
| 7.              | „I Ain't Got You”     | Andrew Dice Clay                   | 1:58    |  |
| 8.              | „Last Time in Paris”  | Queensrÿche                        | 3:54    |  |
| 9.              | „Unbelievable”        | Yello                              | 3:35    |  |
| 10.             | „The Wind Cries Mary” | Richie Sambora                     | 6:00    |  |
| Lungime totală: | Lungime totală:       | Lungime totală:                    | 40:53   |  |

## Premii și nominalizări
| Premii                                 | Categorie                                 | Actori | Rezultate    |
| -------------------------------------- | ----------------------------------------- | --- | ------------ |
| ASCAP Film and Television Music Awards | Most Performed Songs from Motion Pictures | Billy Idol – "Cradle of Love"                                                                                                | Câștigat     |
| Golden Raspberry Awards                | Worst Picture                             | Joel Silver and Steve Perry                                                                                                  | Câștigat     |
| Golden Raspberry Awards                | Worst Director                            | Renny Harlin | Nominalizare |
| Golden Raspberry Awards                | Worst Actor                               | Andrew Dice Clay | Câștigat     |
| Golden Raspberry Awards                | Worst Supporting Actor                    | Gilbert Gottfried | Nominalizare |
| Golden Raspberry Awards                | Worst Supporting Actor                    | Wayne Newton | Nominalizare |
| Golden Raspberry Awards                | Worst Screenplay                          | Daniel Waters and David Arnott & James Cappe; Story by James Cappe & David Arnott; Based on characters created by Rex Weiner | Câștigat     |
| MTV Video Music Awards                 | Best Video from a Film                    | Billy Idol – "Cradle of Love"                                                                                                | Câștigat     |